# Bruno Lage
Bruno Miguel Silva do Nascimento, simplement conegut com a Bruno Lage, (Setúbal, Portugal, 12 de maig de 1976) és un exfutbolista i entrenador de futbol portuguès. Actualment dirigeix el Wolverhampton Wanderers Football Club.

## Trajectòria com a entrenador
Bruno Lage va iniciar la seva carrera d'entrenador en les divisions menors del Vitória Setúbal el 1997.
Després d'haver entrenat a diversos equips juvenils del Benfica entre 2004 i 2012 i, posteriorment, haver estat assistent tècnic al Sheffield Wednesday i Swansea City, al juliol de 2018 va tornar al Benfica com a entrenador de l'equip B, com a substitut d'Hélder Cristóvão.
Sis mesos després, el 3 de gener de 2019, va assumir la direcció tècnica del Benfica de manera interina, substituint Rui Vitória. Tres dies després, va fer el seu debut en la Primeira Lliga amb una victòria per 4-2 sobre el Rio Ave FC.
El 10 de febrer de 2019, va portar el Benfica al major marge de victòria de Primeira Lliga des de 1964 i al triomf més alt de la lliga des de 1965, una victòria de 10-0 sobre el CD Nacional, establint el rècord de la major victòria al nou Estádio da Luz. En el seu debut a Europa, el Benfica va guanyar a Turquia per primera vegada en la seva història, superant el Galatasaray per 2-1 en el partit d'anada de la ronda de 32ens de la Lliga Europa de la UEFA.
El 9 de juny de 2021, va substituir el seu compatriota Nuno Espírito Santo com a tècnic del Wolverhampton Wanderers FC.